# Last Post
El «Last Post» es un toque de clarín o de corneta usado en los entierros y otras ceremonias militares de las fuerzas armadas de los distintos países del Commonwealth, como el Día del Recuerdo o el Día ANZAC, celebrada en Australia y Nueva Zelanda. El «Last Post» uno de varios toques o llamadas o toques de asamblea del día, como el «Reveille», el toque de asamblea por la mañana, y el «First Post», para señalar la primera inspecíon de los centinelas por la mañana, entre otros, y tiene su origen en el Ejército británico de siglo XIII para posteriormente extenderse por todo el Imperio británico. Señalaba el final del tattoo de los tambores que marcaba el fin de día.
En las ceremonias militares, suele ser seguido por «The Rouse».

## Puerta de Menin
Desde poco después de la inauguración, en 1928, de la Puerta de Menin, un monumento de guerra en Ypres, Bélgica, dedicado a los soldados británicos y de la Commonwealth que murieron durante la Primera Guerra Mundial en las cinco batallas libradas en el llamado saliente de Ypres, los clarines del servicio de bomberos de la ciudad tocan todos los días el «Last Post» delante del monumento. En julio de 2015, se celebró la edición número 30 000 de esta ceremonia.